# Parkerville
Parkerville – miasto w Stanach Zjednoczonych, w stanie Kansas, w hrabstwie Morris.